# 花雕

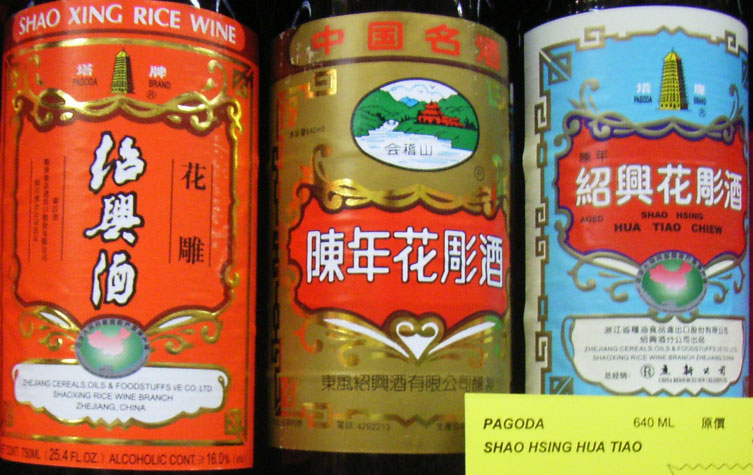
绍兴花彫 常用作煮紅肉調味

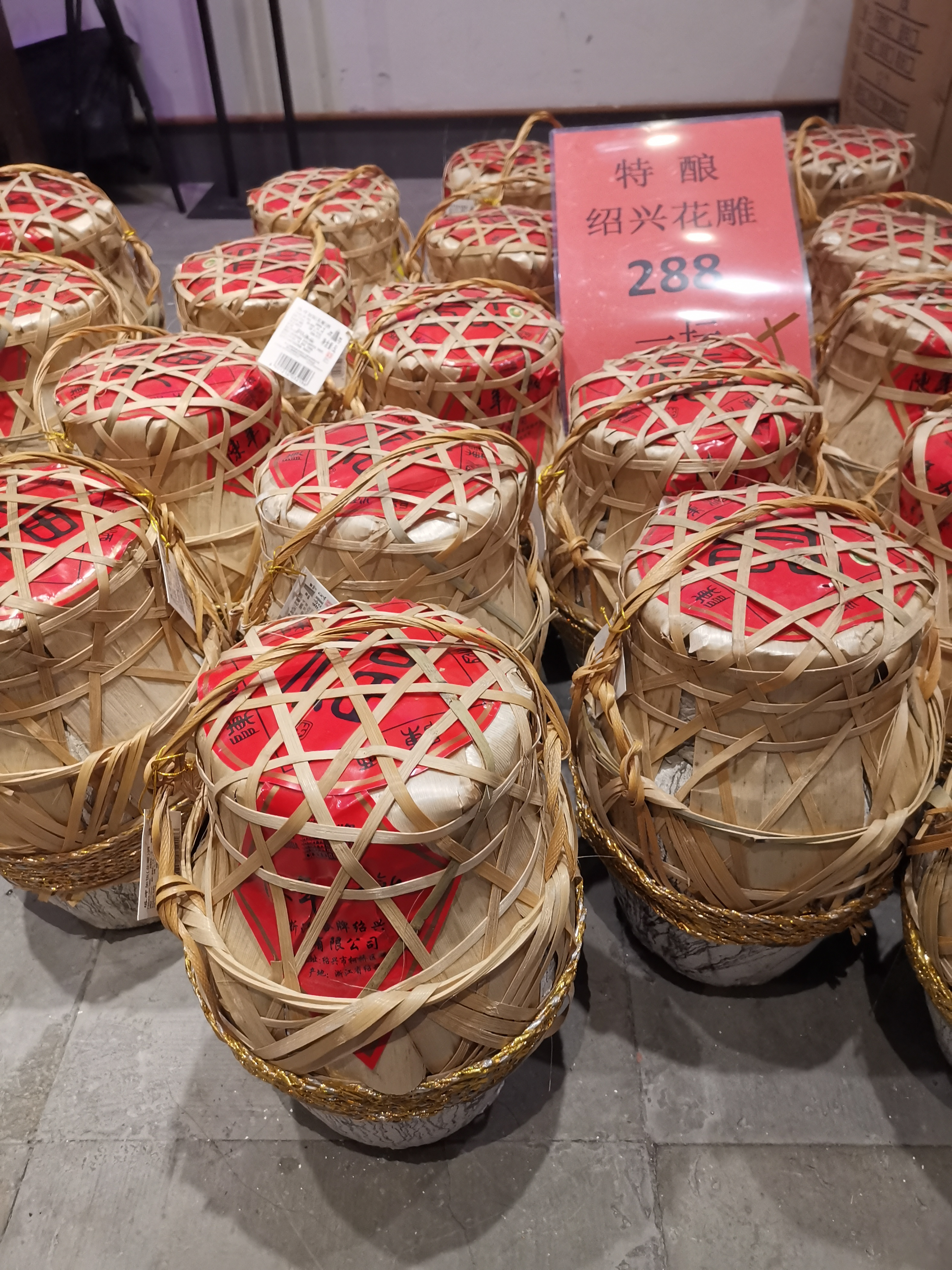
自制绍兴花雕酒

花雕，指紹興酒中品質上等的一种黄酒，主要產自浙江绍兴一带。用糯米，酒曲加上水，按古法酿制再窖藏数年而成，品質較一般的紹興酒更好。花雕酒性柔和，酒色黄亮，酒香芬芳，酒味甘香。由於日後從地窖拿起之時，酒量往往只餘最初的三分之一，所以傳統上也可以混合新酒一起喝。有时该酒也作为调味品，烹调如花雕鸡、花雕烩蟹肉等绍兴菜餚。
在台灣，埔里酒廠也有釀造這種酒，並以花雕作為品牌名稱。

## 起源
中国浙江绍兴的旧俗：以雕刻有花卉图案的酒罈贮盛好酒，作为送給子女大喜之日的礼物。
從前每戶绍兴人家誕下嬰孩後，都會將一罈花雕酒埋在地底。如果生的是男嬰，便盼望他長大後飽讀詩書，上京赴考，到有朝一日高中状元回鄉报喜，即可把老酒開瓶招呼親朋。話雖如此，能夠真正考上狀元的人萬人無一，因此實際上「狀元紅」一般都是在兒子結婚时用来招待客人。
至於為女嬰埋的花雕酒叫「女兒紅」，同樣也是在她長大成人後的出嫁之日作迎賓之用。晋代上虞人稽含的《南方草木状》就有记载女儿酒为旧时富家生女、嫁女必备之物：“南人有女數歲，即大釀酒，既漉候冬。陂池竭時，置酒罌中，密固其上，瘞陂中。至春瀦水滿，亦不復發矣。女將嫁，乃發陂取酒，以供賀客。謂之女酒，其味絕美。”

## 女兒紅的傳說
據傳很久以前，紹興東關有一員外盼嗣心切，無奈妻久不孕，員外尋遍周遭終得一偏方，妻方孕，員外喜極之際，特釀黃酒廿余壇以慶。冬去春來十月懷胎，員外妻誕下千金，不日便迎滿月，按當地習俗，員外設剃頭酒大宴賓客。酒席散畢，員外見數壇好酒尚未啟封，棄之不免可惜，遂將此酒埋于花園桂花樹下。光陰似箭，歲月如梭，18載轉眼即逝，員外千金也已長大成人，其容貌豔麗，可謂沉魚落雁、傾國傾城。窈窕淑女君子好逑，說媒提親之人遂絡繹不絕，乃父慎思，許嫁于恩人之子。不久，大喜之日即到，喜宴間，老員外與賓客歡慶暢飲，酒水漸盡仍不盡興，老員外愁眉之際忽憶桂花樹下還有那已埋藏18年的好酒，即命人掘陳釀以宴賓客，待酒壇出土置於宴廳，去其泥頭，頓時芳香撲來、浸潤心脾，眾人爭相嘗飲，無不為其晶瑩瑰麗之色、甘洌爽口之味所倒，席上騷人不禁贊道：“地埋女兒紅，閨閣出仙童”，眾客稱好！此後，隔壁鄰居，遠遠近近的人家生了女兒時，就釀酒埋藏，嫁女時就掘酒請客，形成了風俗。此後千百年間，古紹興一帶逐漸形成“生女必釀女兒酒，嫁女必飲女兒紅”的習俗，人們更把這種酒當名貴的禮品來款待最尊貴的客人。

## 埔里紹興酒
在台灣，臺灣省菸酒公賣局（今臺灣菸酒公司的前身）在埔里酒廠釀造的紹興酒，以花雕作為品牌名稱。臺灣菸酒公司延襲了這個品牌。